# Expletive Delighted!
Albums de Fairport Convention
Gladys' Leap
(1982) In Real Time: Live '87
(1987)
Expletive Delighted! est le quinzième album studio du groupe de folk rock britannique Fairport Convention. Il est sorti en 1986 sur le label Woodworm Records (en).
Il s'agit d'un album entièrement instrumental. Le trio formé par le guitariste Simon Nicol (en), le bassiste Dave Pegg et le batteur Dave Mattacks y devient un quintette avec l'arrivée du violoniste Ric Sanders (en) (déjà apparu en invité sur l'album précédent du groupe, Gladys' Leap) et du guitariste Maartin Allcock. Alors que Fairport Convention est réputé pour changer souvent de membres, cette formation n'évolue pas jusqu'en 1996, ce qui en fait la plus stable de son histoire jusqu'alors.

## Fiche technique

### Chansons
| 1. | The Rutland Reel / Sack the Juggler    | Ric Sanders (en) | 3:20 |
| 2. | The Cat on the Mixer / Three Left Feet | Maartin Allcock  | 3:37 |
| 3. | Bankruptured                           | Dave Pegg        | 3:04 |
| 4. | Portmeirion                            | Ric Sanders      | 2:48 |
| 5. | Jams O'Donnell's Jigs                  | Dave Pegg        | 2:48 |

| 6.  | Expletive Delighted!                                                  | Ric Sanders | 1:55 |
| 7.  | Sigh Beg Sigh Mor                                                     | Turlough O'Carolan | 7:18 |
| 8.  | Innstuck                                                              | Martin Allcock | 2:08 |
| 9.  | The Gas Almost Works                                                  | John Kirkpatrick | 1:58 |
| 10. | Hanks for the Memory (inclut Shazam!, Pipeline, Apache et Peter Gunn) | Duane Eddy, Lee Hazlewood / Bob Spickard, Brian Carmen / Jerry Lordan (en) / Henry Mancini / arrangé par Jerry Donahue | 4:38 |

### Musiciens

#### Fairport Convention
- Maartin Allcock : guitares, bouzouki, mandoline
- Dave Mattacks : batterie, percussions, claviers
- Simon Nicol (en) : guitares
- Dave Pegg : basse, guitare acoustique, mandole alto
- Ric Sanders (en) : violon

#### Musiciens supplémentaires
- Jerry Donahue : guitare sur Hanks for the Memory
- Richard Thompson : guitare électrique sur Hanks for the Memory

### Équipe de production
- Fairport Convention : production
- Tim Matyear : ingénieur du son
- John Woodward : photographie
- Mick Toole : pochette